# Litchfield County
Litchfield County is een county in de Amerikaanse staat Connecticut.
De county heeft een landoppervlakte van 2.383 km² en telt 182.193 inwoners (volkstelling 2000). De hoofdplaats is Litchfield.